# Ljajsan Rajanova
 Ljajsan Rajanova (Russisch: Ляйсан Раянова, Oefa, 1 februari 1989) is een Russische voormalige alpineskiester. Ze nam eenmaal deel aan de Olympische Winterspelen, maar behaalde geen medaille.

## Carrière
Rajanova maakte haar wereldbekerdebuut in oktober 2008 tijdens de reuzenslalom in  Sölden. Ze behaalde nog nooit punten in een wereldbekermanche.
In 2010 nam Rajanova een eerste maal deel aan de Olympische Winterspelen 2010. Ze eindigde op een 33e plaats op de slalom en een 37e plaats op de reuzenslalom.

## Resultaten

### Titels
Russisch kampioene slalom – 2006, 2008, 2009, 2010
Russisch kampioene reuzenslalom – 2007, 2009, 2010
Russisch kampioene super G - 2007

### Olympische Spelen
| Jaar | Plaats    | Resultaten                               |
| ---- | --------- | ---------------------------------------- |
| 2010 | Vancouver | 33e Slalom 36e Reuzenslalom DNF1 Super G |